# Трудная переправа
«Трудная переправа» — художественный фильм режиссёра Мелиса Убукеева. Фильм известен также под названием «Белые горы».

## Сюжет
Действие происходит в 1918 году, когда Советская власть ещё не укрепилась в Киргизии и белые банды чувствовали себя хозяевами.
Юноша Мукаш спасает свою возлюбленную, 13-летнюю Уулджан, проданную в жены старому волостному. Мукаш и Уулджан решают уйти из аила, чтобы начать новую, счастливую жизнь в городе, где прочно установилась советская власть. По дороге их настигает погоня, в стычке с преследователями, спасая Уулджан, Мукаш уводит её за собой и погибает от руки своего отца.
В фильме нет сюжета в традиционном смысле этого слова, авторы выражают свою мысль не через внешнее действие, а через достаточно сложную систему поэтических средств кинопластики.

## В ролях
- Шайирбек Кобегенов — Мукаш
- А. Абаева — Уулджан
- Бакен Кыдыкеева — мать Уулджан, слепая
- Муратбек Рыскулов — аксакал
- Болот Бейшеналиев — брат
- Вячеслав Жариков — Митрий
- Калийча Рысмендиева — бабушка
- Советбек Джумадылов — родственник
- Амангельды Айталиев —
- Рудольф Панков — русский
- Толеш Океев — Калыбек